# Dreifaltigkeitskirchhof III

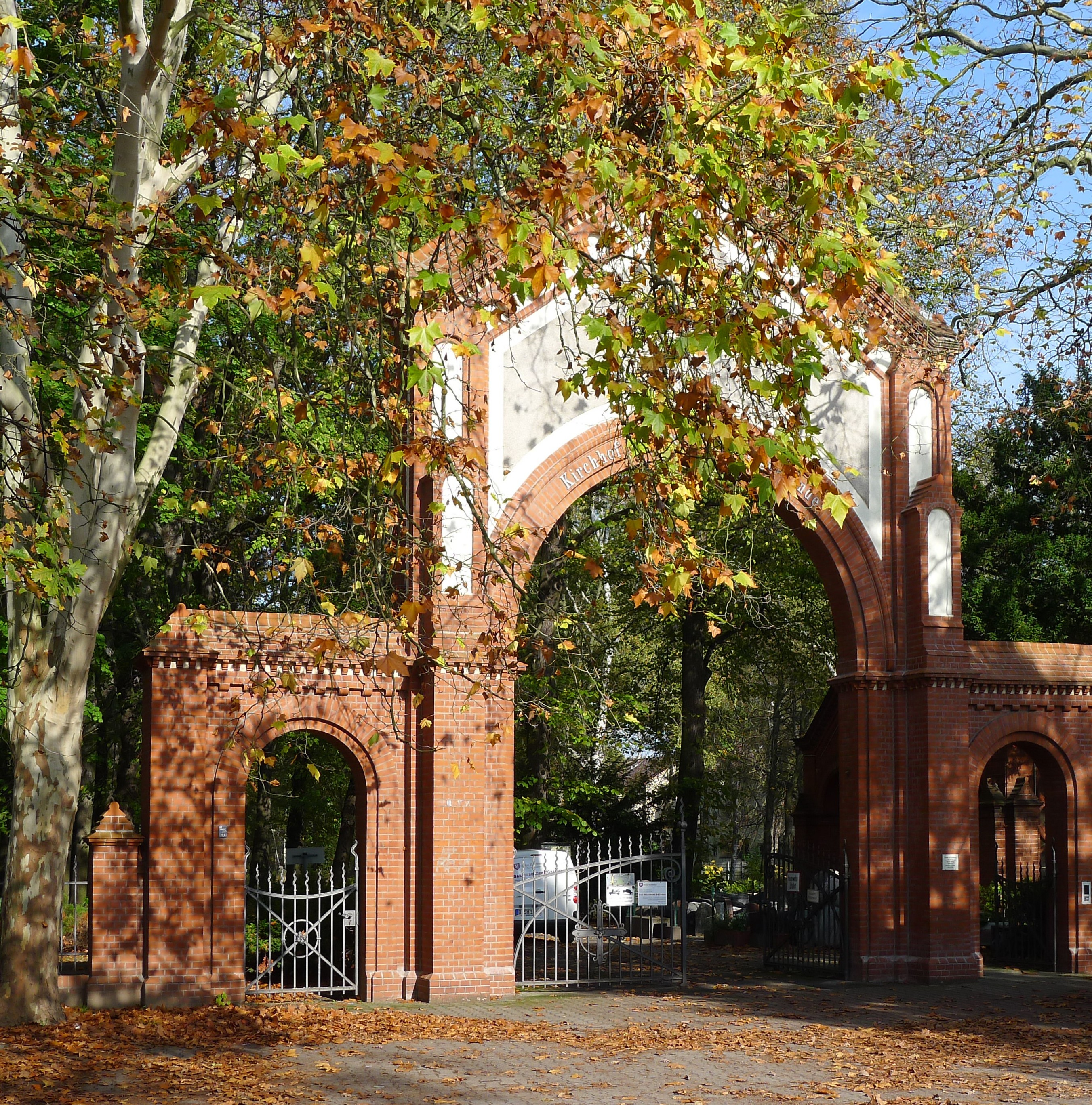
Eingangstor

Der evangelische Dreifaltigkeitskirchhof III (auch Dreifaltigkeitsfriedhof III oder Friedhof der Dreifaltigkeitsgemeinde III) ist ein Friedhof in Berlin-Mariendorf in der Eisenacher Straße 61. Er umfasst eine Fläche von 47.094 m².

## Geschichte

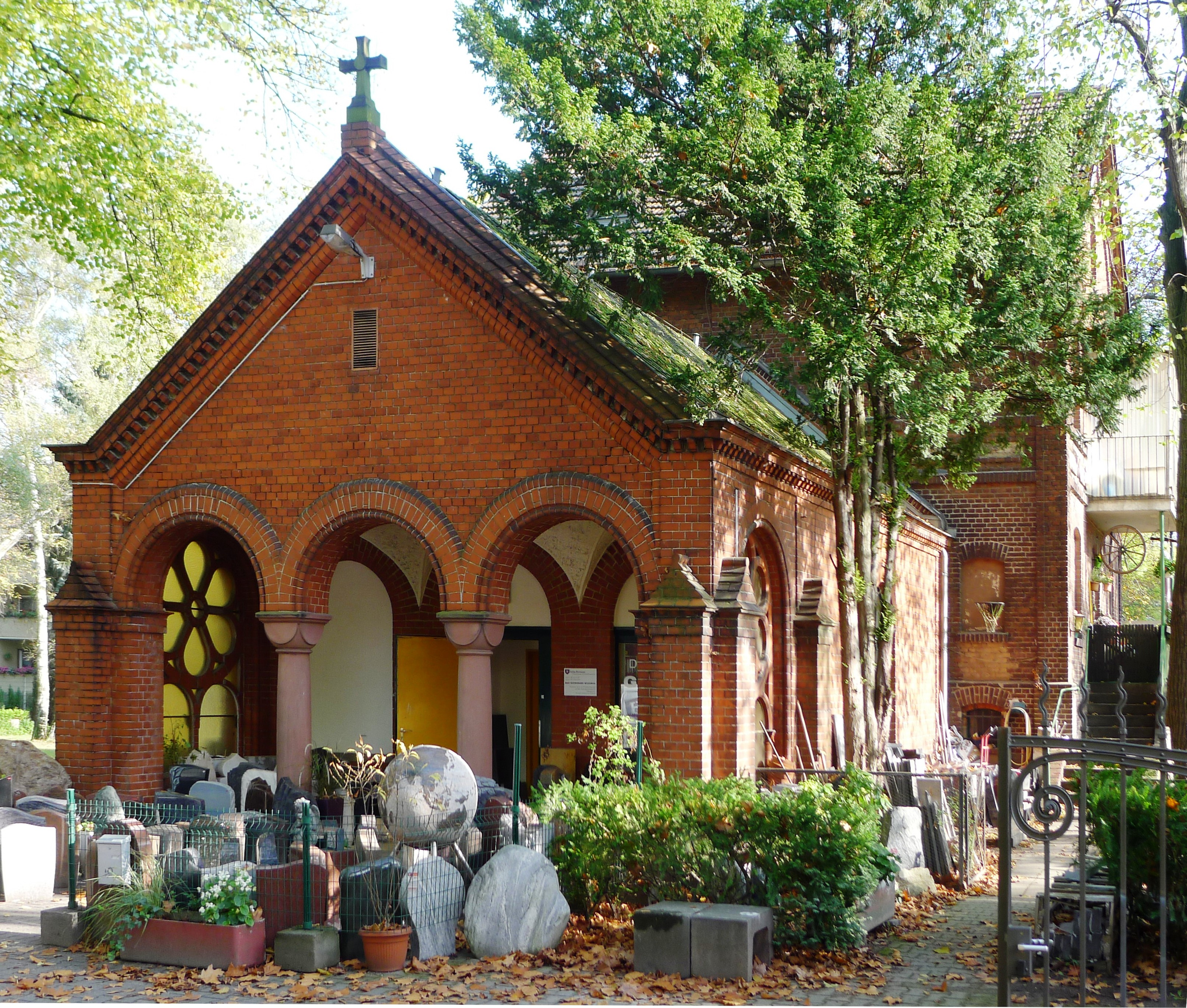
Wartehalle am Friedhofswärterhaus

Der Friedhof wurde im Jahr 1897 von der Dreifaltigkeitsgemeinde in Berlin-Mitte angelegt, nachdem der Dreifaltigkeitskirchhof I und der Dreifaltigkeitskirchhof II an ihre Kapazitätsgrenze gekommen waren. Die erste Beerdigung in Mariendorf fand im Jahr 1900 statt.
Die von August Orth entworfene Kapelle wurde im Zweiten Weltkrieg zerstört und durch einen schlichten Neubau ersetzt. Das ebenfalls von Orth entworfene Haus des Friedhofswärters, die Einfriedung, die Trauerhalle sowie das Eingangstor stehen heute unter Denkmalschutz.
Nachdem die Dreifaltigkeitskirche im Zweiten Weltkrieg zerstört worden war, wurde der Friedhof vom benachbarten Friedhof Zum Heiligen Kreuz der Heilig-Kreuz-Kirche in Berlin-Kreuzberg mitverwaltet. Heute gehört er in der Verwaltungsregion Süd zum Evangelischen Friedhofsverband Berlin Stadtmitte.
Der parkähnliche Charakter des Friedhofs mit Wald- und Wiesenflächen ist weitgehend dem Umstand geschuldet, dass Gräber mit nicht mehr verlängerten Nutzungsrechten abgeräumt wurden.
Der Friedhof wird nach und nach geschlossen und soll einer sonstigen Nutzung (Wohnungsbau) zugeführt werden. Von 4,57 Hektar bleiben nur 0,1 Hektar für Urnenbestattungen erhalten.
2016 wurde die Friedhofsnutzung von Teilflächen beendet, die bereits zum 8. Oktober 2012 für Bestattungen geschlossen worden sind.
2017 wurden Pläne bekannt, dass auf der nördlichen – schon entwidmeten – Fläche durch die Anne Ramm Stiftung ein Campus und Lernwerkstatt mit Internat für junge Menschen mit Hilfebedarf entstehen soll. Auf dem Gelände sollen insgesamt neun Gebäude angesiedelt werden: Drei Gebäude für das College Campus, vier Wohngebäude (Mietwohnungen), ein Kita-Gebäude und ein Gebäude als gemeinsame Kantine.
Die BVV Tempelhof-Schöneberg beschloss im April 2018, dass die südlichen Teile auch nach dem Ende der Nutzung des Friedhofs als Grünfläche erhalten bleiben sollen.
Der Dreifaltigkeitsfriedhof III in Mariendorf ist eine bedeutende Grünfläche in Berlin.
Um 2024 gibt es Pläne, Teile des Friedhofs für Bauvorhaben zu nutzen. Diese Pläne haben zu erheblichem Widerstand in Teilen der Bevölkerung geführt. Die Bürgerinitiative Mariendorf Nord setzt sich aktiv für den Erhalt des Friedhofs ein. Sie  betont die ökologische Bedeutung des Friedhofs und fordert, die Bauplanungen nicht zu realisieren.

## Bekannte Grab- und Mahnstätten
- Hellmuth Neumann (1884–1935), märkischer Heimatdichter (Abt. C, Reihe 15, Grab 1, Grab vermutlich eingeebnet)
- Ulrike Meinhof (1934–1976), RAF-Terroristin[8] (Feld A-12-19)[9]
- Cemal Kemal Altun (1960–1983), türkischer Asylbewerber
- Ehrenanlage für elf junge Hilfsschaffnerinnen der BVG, die am 12. April 1945 in ihrer Wohnbaracke in Tempelhof durch einen nächtlichen Fliegerangriff umkamen
- Gedenkstele und Grabsteine für zu Tode gekommene Zwangsarbeiter und weitere Kriegstote (Zivilisten und Soldaten, teilweise unbekannt)

Insgesamt sind hier 285 Kriegstote des Zweiten Weltkrieges bestattet worden, wovon 118 unbekannt sind (unter anderem in drei Sammelgräbern mit jeweils 18 Toten und einmal 37 Toten). 
Mit Todesdatum 24. August 1943 wurden hier 57 Zwangsarbeiterinnen aus der Sowjetunion begraben, die in Zwangsarbeitslagern der Askania-Werke in Mariendorf in der Ringstraße (16 Tote) und der Daimler-Benz AG in Marienfelde in der Buckower Chaussee (41 Tote) interniert waren, und bei einem großen Luftangriff der Alliierten auf Berlin starben.

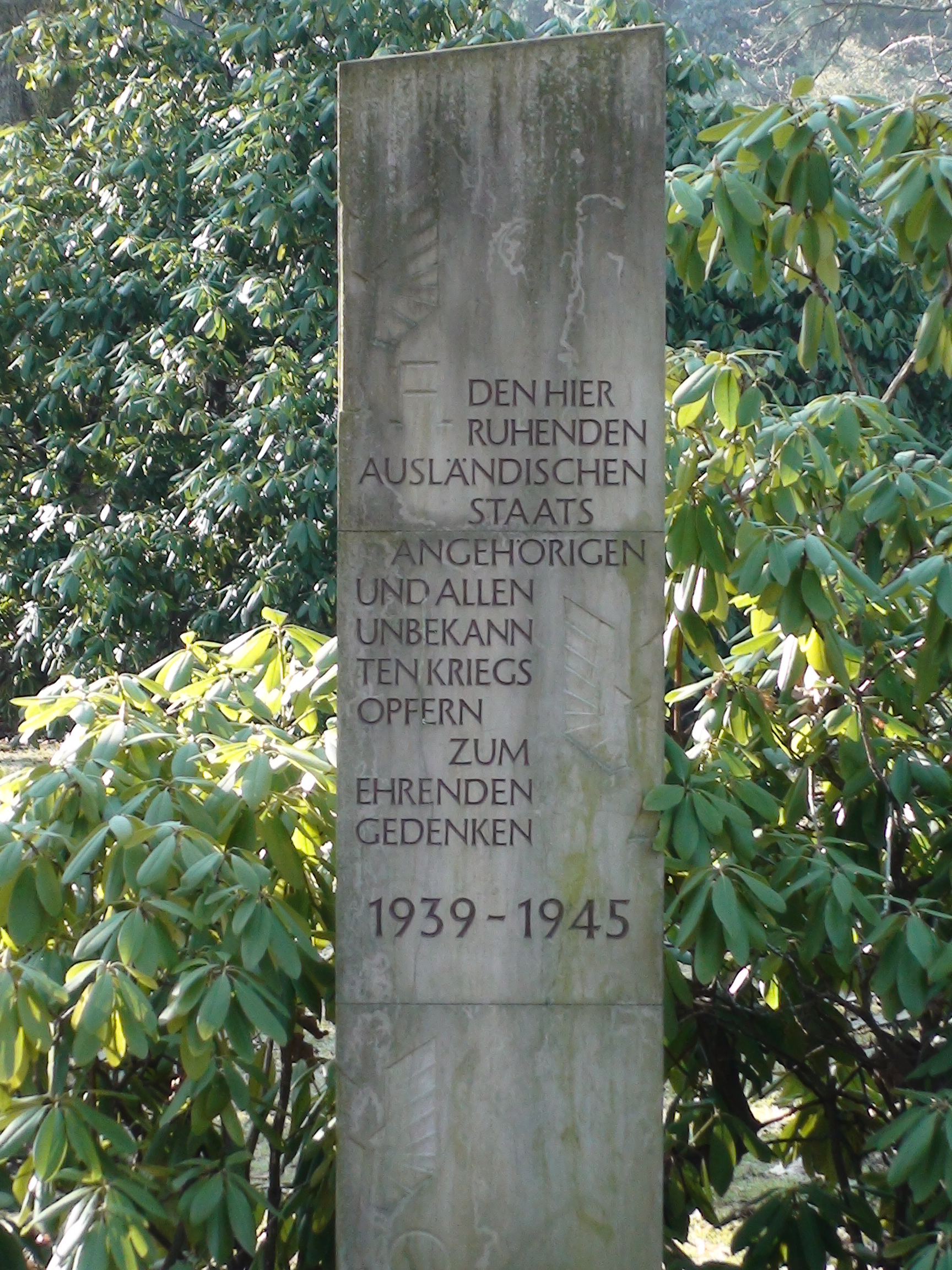
Stele der Gedenkanlage
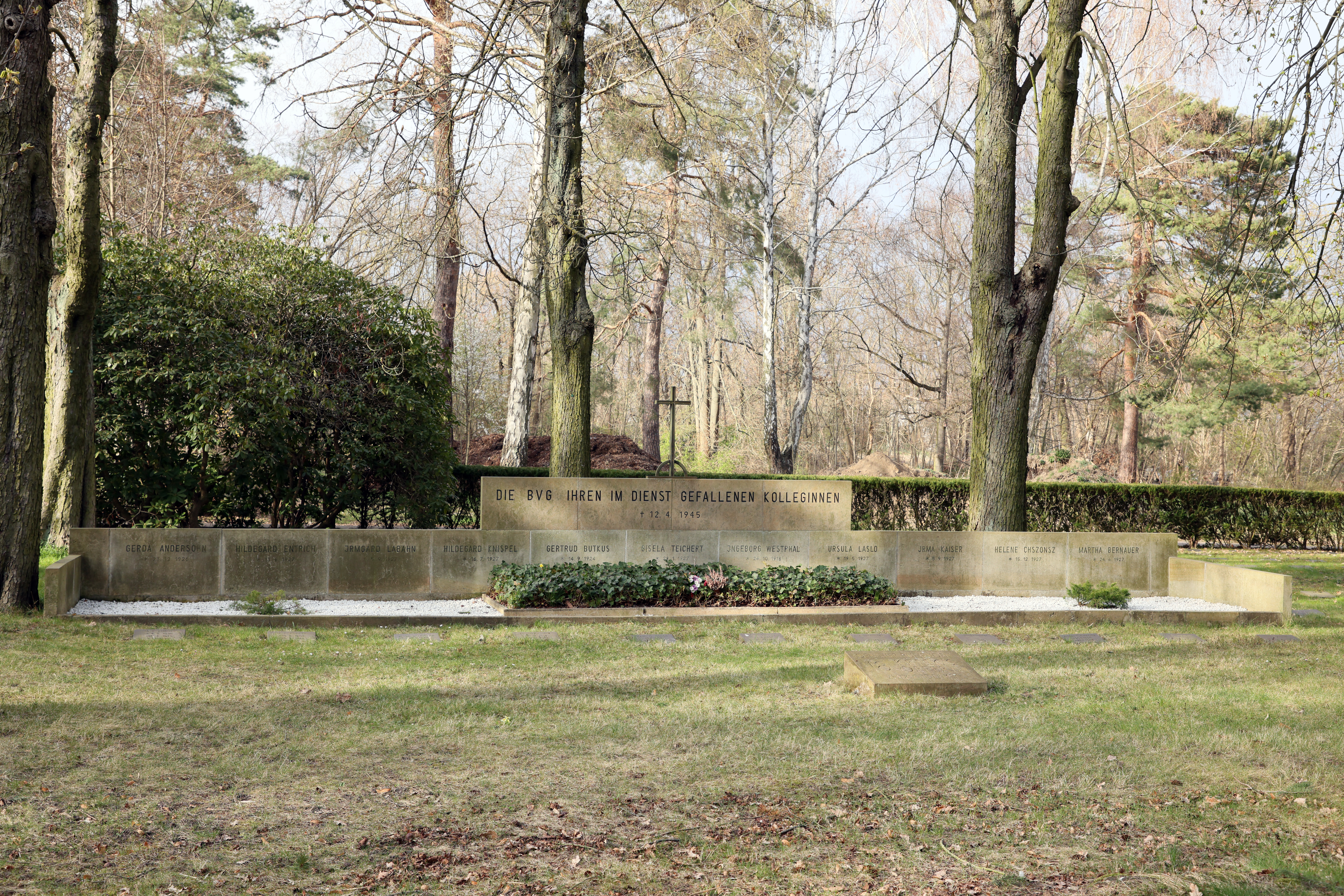
Grabdenkmal für BVG-Beschäftigte nach Luftangriff im April 1945
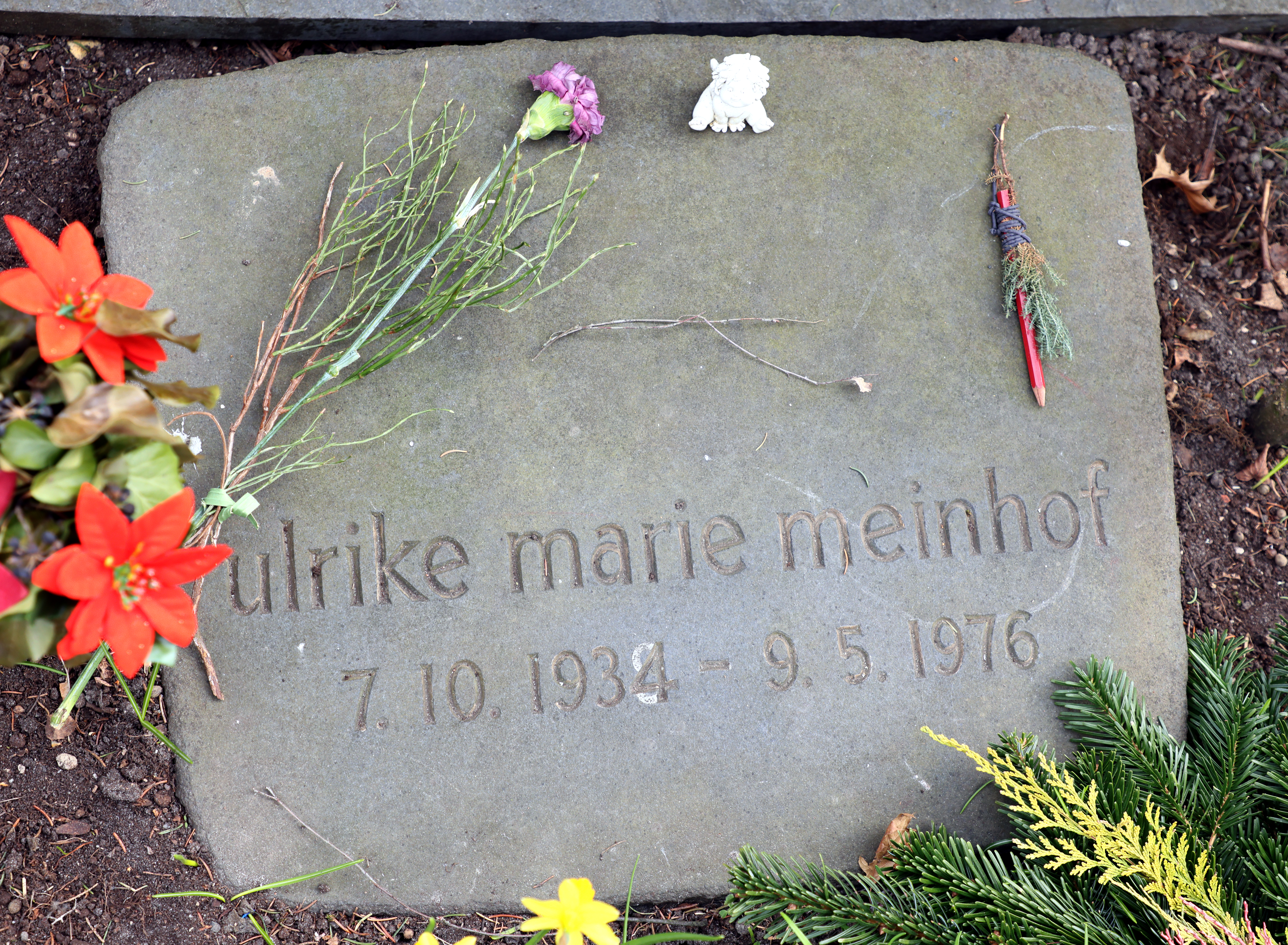
Grabstein von Ulrike Meinhof